# Pedro Oliveira
Pedro Miguel Ferreira de Oliveira (Porto, 30 de Novembro de 1981) é um futebolista português que joga habitualmente a médio.
No verão de 2006 foi um dos jogadores portugueses que "emigraram" para o futebol romeno.
Depois de uma curta passagem no CFR Cluj, clube que o contratou ao Vitória de Setúbal, foi emprestado ao UTA Arad até ao final da época seguinte.
Actualmente joga no Modena, na Série B do Campeonato Italiano de Futebol.